# Mike Kreidler
Myron Bradford "Mike" Kreidler, född 28 september 1943 i Tacoma, Washington, är en amerikansk demokratisk politiker. Han var ledamot av USA:s representanthus 1993–1995.
Kreidler utexeminerades 1967 från Pacific University och studerade därefter optometri vid University of California, Los Angeles. År 1993 tillträdde han som kongressledamot och efterträddes 1995 av Randy Tate.